# ØØ Void
ØØ Void ist die zweite Veröffentlichung der amerikanischen Drone-Band Sunn O))).
2008 wurde sie vom japanischen Label Daymare Recordings in einer 2-CD-Ausgabe wiederveröffentlicht. Die erste CD der neuesten Ausgabe enthält die Lieder der normalen Ausgabe, die zweite eine Kollaboration zwischen Sunn O))) und der Band Nurse with Wound. Das Lied Rabbits' Revenge ist eine Interpretation des Songs Hung Bunny der Melvins.

## Entstehung
Das Album wurde in den Grandmaster Studios in Hollywood aufgenommen und hat eine deutlich bessere Produktion als die vorherige Veröffentlichung, The Grimmrobe Demos. Anders als bei den Grimmrobe Demos probte Sunn O))) die Lieder nicht; laut Stephen O’Malley spielte die Band vor der Aufnahme sieben Monate lang nicht gemeinsam.

## Artwork
Das Cover stammt von Stephen Kasner. Es ist in Blau gehalten und zeigt den „Sunn O)))“-Schriftzug mittig. Darunter steht kleiner der Titel des Albums.

## Titelliste
1. Richard – 14:32
Geschrieben und arrangiert von G:Subharmonia[2]
2. NN O))) – 15:15
Geschrieben und arrangiert von The Duke[2]
3. Rabbits' Revenge (Melvins cover) – 14:01
Geschrieben von The Melvins, rearrangiert von Sunn O)))[2]
4. Ra at Dusk – 14:43
Geschrieben und arrangiert von MK Ultra Blizzard[2]

### Bonus-CD
The Iron Soul of Nothing
1. Dysnystaxis (...A Chance Meeting With Somnus) – 19:01
2. Ash on the Trees (The Sudden Ebb of a Diatribe) – 17:08
3. Ra at Dawn (Rapture, At Last, Numbered By Her Light) – 25:25

## Gastmusiker
- Petra Haden – Violine, Gesang
- Scott Reeder – Bass
- Peter Stahl – Gesang